# Mario Regulo Martínez
Mario Regulo Martínez (Santa Fe, 30 dicembre 1962) è un allenatore di pallavolo argentino.

## Biografia
```
Nel 
campionato 2007-2008
 porta in serie A1 la 
Spes Volley Conegliano
, mentre nel 2012-13 l'
IHF
  Frosinone, conducendolo alla salvezza nel 
campionato 2013-14
.
```

## Palmarès

### Club
- Coppa Italia di Serie A2: 1

2012-13

### Competizioni Minori
- 1996 - Campionato Sudamericano - Paisandù (Uruguay)
- 1994 - Campionato Argentino Juniores - Monteros
- 1995 - Campionato Argentino Pre-Juniores - Città di Cordoba
- 1995 - Campionato Argentino Pre-Juniores - Luis Luis Beltran
- 1999 - Campionato Argentino Under 20 - El Trebol

### Premi individuali
- 2014 - Serie A2: Premio Luigi Razzoli - Miglior allenatore